# Російська загроза
Російська загроза (вірм. Ռուսական վտանգը) — відома книга міністра юстиції Республіки Вірменія Рубена Дарбіняна в жанрі політичної філософії, опублікована в 1920 році. 1991 року книга була перевидана в Єревані у видавництві «Азат Хоск».

## Історія створення
Книга була написана чинним міністром юстиції Вірменії Рубеном Дарбіняном у період із 9 червня по 8 липня 1920 року під впливом загрози повернення Росії в Закавказзі, коли вже у квітні 1920 року була проведена радянізація Азербайджану, за чим виникло Травневе повстання у Вірменії. 9 червня—8 липня 1920 року текст майбутньої книги виходив друком у вигляді статей і видавався в Єревані в щоденній газеті «Арадж» (вірм. Յառաջ) під назвою «На російському фронті (переоцінки)» (вірм. «Ռուսական ճակատի վրա (վերագնահատումներ)»). Згодом газетні статті були зібрані в єдину збірку й опубліковані у вигляді книги.

## Зміст
Книга складається з 12 частин:
- I. Два фронту (I. Երկու ճակատ)
- II. Монгольська і слов'янська стихії (II. Մոնղոլական և սլավոնական տարերքը)
- III. Двоїстість і хвороба російського духу (III. Ռուսական ոգու երկությունը և հիվանդությունը)
- IV. Націєзаперечливий дух і перекручення (IV. Ազգամերժ ոգին և այլասերումը)
- V. теократичну державу і ненаціональний умонастрій (V. Թեոկրատիկ պետությունը և ապազգային մտայնությունը)
- VI. Свобода особистості і національність (VI. Անհատի ազատությունը և ազգությունը)
- VII. Мова (VII. Լեզուն)
- VIII. Соціалістичний психоз і антинаціональна тенденція (VIII. Սոցիալիստական պսիխոզը և հակազգային տենդենցը)
- IX. Національне перекручення і розвиток політичної думки (IX. Ազգային այլասերումը և քաղաքական մտքի զարգացումը)
- X. Русофільство (X. Ռուսասիրությունը)
- XI. Російський імперіалізм і його прояви (XI. Ռուսական իմպերիալիզմը և նրա արտահայտությունները)
- XII. Вчора і сьогодні (XII. Երեկ և այսօր)